# Egyházasgerge, Nógrád
Egyházasgerge  este un sat în districtul Salgótarján, județul Nógrád, Ungaria, având o populație de 776 de locuitori (2011). 

## Demografie
Componența etnică a satului Egyházasgerge
     Maghiari (90,19%)
     Romi (9,38%)
     Germani (0,43%)
Componența confesională a satului Egyházasgerge
     Romano-catolici (63,53%)
     Fără religie (3,48%)
     Necunoscută (32,47%)
     Reformați (0,52%)
     Alte religii (0,77%)
Conform recensământului din 2011, satul Egyházasgerge avea 776 de locuitori. Din punct de vedere etnic, majoritatea locuitorilor (90,19%) erau maghiari, cu o minoritate de romi (9,38%).  Din punct de vedere confesional, majoritatea locuitorilor (63,53%) erau romano-catolici, cu o minoritate de persoane fără religie (3,48%). Pentru 32,47% din locuitori nu este cunoscută apartenența confesională.